# Beautiful Disaster (filme)
Beautiful Disaster (bra: Belo Desastre; prt: Beautiful Disaster: Um Desastre Maravilhoso) é um filme norte-americano de 2023, do gênero drama romântico, dirigido por Roger Kumble e coescrito por Kumble e Jamie McGuire. É baseado no romance new adult de mesmo nome escrito por McGuire em 2011. A trama segue Abby, uma caloura na faculdade com esperança de se reinventar enquanto tenta resistir à atração repentina pelo bad boy Travis.
Foi lançado nos cinemas em 12 de abril de 2023 e digitalmente em 2 de maio de 2023. Uma sequência, Beautiful Wedding, foi lançada nos cinemas americanos em 24 de janeiro de 2024.

## Premissa
Abby Abernathy é uma garota boazinha e acredita que seu passado sombrio está bem distante, porém, quando se muda para uma nova cidade com America para cursar a faculdade, seu recomeço é rapidamente ameaçado por Travis Maddox, um bad boy do local. O rapaz é um conquistador e logo se depara com a resistência de Abby ao seu charme. Intrigado, Travis a atrai com um jogo. Se ele perder, terá que ficar sem sexo por um mês. Se ela perder, deverá morar no apartamento dele pelo mesmo período.

## Elenco
- Dylan Sprouse como Travis Maddox
- Virginia Gardner como Abby Abernathy
- Autumn Reeser como Professora Felder
- Libe Barer como America Mason
- Michael Cudlitz como Jim Maddox
- Brian Austin Green como Mick Abernathy
- Austin North como Shepley Maddox
- Rob Estes como Benny
- Samuel Larsen como Jesse Viveros
- Jack Hesketh como Trenton Maddox
- Trevor Van Uden como Thomas Maddox
- Micky Dartford como Tyler Maddox
- Akshay Kumar como Adam
- Neil Bishop como Parker Hayes
- Declan Michael Laird como Taylor Maddox

## Produção
Em 2012, a Warner Bros. Entertainment adquiriu os direitos do filme, mas o projeto nunca entrou em desenvolvimento e acabou sendo descartado pela Warner Bros. em 13 de maio de 2014. Em 2020, foi adquirido pela Voltage Pictures, as produções começaram em 2021, com direção de Roger Kumble e tendo Dylan Sprouse, Rob Estes e Virginia Gardner no elenco.
O projeto recebeu críticas públicas consideráveis devido às declarações controversas dos pontos de vista políticos de extrema-direita de McGuire.

## Lançamento
Beautiful Disaster foi lançado nos Estados Unidos por apenas duas noites, de 12 a 13 de abril, como parte do Fathom Events.  Foi lançado em plataformas digitais pela Vertical Entertainment em 3 de maio de 2023. O filme foi lançado via streaming pelo Hulu em 11 de agosto de 2023.

## Recepção

### Resposta da crítica
No site agregador de resenhas Rotten Tomatoes, 29% das avaliações de 7 críticos são positivas, com uma classificação média de 4,5/10.

## Sequência
Uma sequência chamada Beautiful Wedding já havia sido filmada antes do primeiro filme chegar aos cinemas, com isso, um teaser da sequência foi publicado em 13 de setembro de 2023. A sequência foi lançada nos cinemas em 24 de janeiro de 2024.